# Effet Westermarck

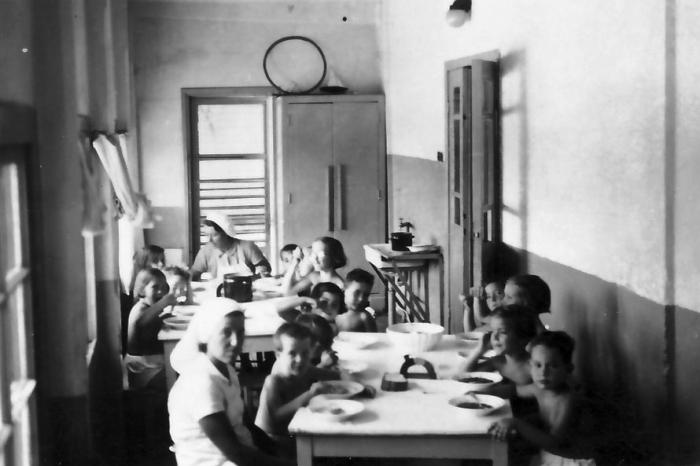
Enfants au Kibboutz Gan Shmuel vers 1935–1940

L'effet Westermarck est un mécanisme naturel d'évitement de l'inceste décrit par Edward Westermarck (1862-1939) dans plusieurs de ses œuvres, et en particulier dans Histoire du mariage.

## Description
Selon Westermarck, jusqu’à l’âge de 30 mois, l’enfant développe un système instinctif de rejet des sentiments amoureux et des pulsions sexuelles vis-à-vis des personnes vivant avec lui. Westermarck s'oppose à la conception que développe Freud du tabou de l'inceste. L'humain n'évite pas l'inceste du fait d'une condamnation morale ou sociale, mais par un mouvement biologique inné. L'enfant, instinctivement, ne sera pas attiré par sa famille, ce qui le conduit à diversifier son patrimoine génétique pour éviter les tares dues à la consanguinité.

## Confirmation de l'hypothèse
Plusieurs études indépendantes chez l'humain et chez les autres primates ont confirmé cette hypothèse.

### Chez les humains
Dans les kibboutz où les enfants sont élevés depuis la naissance en groupe de six à huit individus, il fut démontré que les enfants élevés ensemble, sans interruption durant les six premières années de vie, ne se mariaient jamais ensemble, même si aucune règle ne l'interdisait, alors qu'ils épousaient souvent des membres d'autres groupes. De plus, aucune relation sexuelle entre adultes ou adolescents élevés ensemble ne fut jamais observée,,.
À Taiwan, une longue étude sur le mariage sim-pua dit mariage mineur (mariage entre un fils et une fille adoptée en bas âge dans le but de la marier au fils, et qui sont élevés ensemble) a démontré qu'ils sont très réticents à se marier le moment venu. Les épouses sim-pua ont un taux de fécondité de 40 % inférieur à la normale et présentent un risque de divorce trois fois supérieur à la normale,,.
On a démontré que le jugement moral que les étudiants universitaires américains portent sur l'inceste entre germains, est directement proportionnel à la durée de corésidence, dans l'enfance, avec un germain de sexe opposé (une sœur ou un frère), et ceci même s'il est adopté.
De même, les cas cliniques d'inceste, et le désir d'inceste, sont beaucoup plus probables entre apparentés séparés en bas âge ; en cas d'association précoce, l'inceste est rarement, voire jamais, mutuellement désiré. Il est perpétré, de force, par le père ou le frère, lui-même généralement victime d'abus.

### Chez les primates non humains
Chez les primates non humains, l'inceste n'est systématiquement évité qu'entre apparentés capables de se reconnaître par association. Toutes les études sur les primates indiquent que l'inceste n'est systématiquement évité qu'avec certains parents du côté maternel. Cela s'explique par le fait que l'apparentement ne peut être reconnu que par association mutuelle avec la mère, puisque le père est souvent inconnu. Cette situation prévaut chez les espèces à groupes multimâles-multifemelles où le père est toujours inconnu. L'évitement de l'inceste est proportionnel au degré de parenté. Lorsqu'ils cohabitent dans le même groupe, les mères, fils, frères et sœurs, grand-mères et petit-fils ne copulent jamais, ou très rarement,. Chez certaines espèces, comme le macaque de Barbarie, il peut s'étendre aux couples oncles-nièces et tantes-neveux. Pour tous les autres apparentés, aucune inhibition de la copulation ne semble survenir. Lorsque des apparentés paternels manifestent une forme d'évitement de l'inceste, il s'agit systématiquement d'individus de la même cohorte et donc ayant été potentiellement des partenaires de jeu,.
Toutes ces conclusions expérimentales convergent vers l'existence d'un effet Westermarck chez les primates tel que postulé par Robin Fox (1962).

## Lien avec la sociobiologie
L'effet Westermarck est représentatif du type de mécanisme instinctif de reconnaissance de la parentèle que recherche la sociobiologie (sélection de parentèle). Par contre, il ne s'agit pas ici d'un comportement permettant une variation de l'altruisme en fonction du degré d'apparentement, et ne peut donc pas être le moteur de l'évolution des sociétés humaines.[réf. nécessaire]